# Stictopelta indeterminata
Stictopelta indeterminata är en insektsart som beskrevs av Walker. Stictopelta indeterminata ingår i släktet Stictopelta och familjen hornstritar. Inga underarter finns listade i Catalogue of Life.